# Tokaen
Tokaen (Marshallesisch: Tōkā-eņ, tekay-yenh; weitere Bezeichnung: Daka, Letakroki, Tokaen-tō) ist ein kleines Motu des Likiep-Atolls der pazifischen Inselrepublik Marshallinseln.

## Geographie
Tokaen liegt im südlichen Saum des Likiep-Atolls zwischen Matten und Anal. Die Insel ist unbewohnt.